# Димо Казасов
Димо (Димитр) Тотев Казасов (17 вересня 1886, Трявна, Болгарське князівство — 28 липня 1980, Софія, Болгарія) — болгарський політик і журналіст, член Болгарської робочої соціально-демократичної партії (БРСДП), пізніше — низки інших організацій. Входив до урядів, утворених після державного перевороту 9 червня і 9 вересня.
Дімо Казасов був народним представником у XVIII (1919-1920), XXI (1923-1927) і XXVI (1945-1946) на Народних зборах та у VI Великому народному зібранні (1946-1949).

## Біографія

### Дитинство та молодість
Димитар (Дімо) Тотев Казасов народився в Трявні 17 вересня 1886. Закінчив Вищу школу в Русе в 1904 р. і право в Софійському університеті в 1918. У 1906-1910 учителював у Тутракані, Русе, Бургасі, Кулі, селі Вонешта Вода. Публікується в газеті «Работническа борба». Секретар Спілки болгарських вчителів (1910-1917) і редактор її газети «Съзнание» (1914-1920).
Казасов став членом БРДСП в 1902, а з 1919 — членом Центрального керівництва. Між 1919 і 1920 роками був членом парламенту на XVIII Народних зборах. Був головою страйкового комітету під час великого Транспортного страйку 1919—1920 рр., примусово припиненого урядом Олександра Стамболійського. Брав участь у професійному русі державних і громадських службовців (1910-1920).
У той же час, Дімо також проявив себе як журналіст на ранній стадії. Перша його публікація про подвиг капітана дядька Ніколи була опублікована в газеті «Ден» 3 серпня 1906, а перша його книга була опублікована в 1915. У 1919 був головним редактором газети «Трибуна».
Діяч БРСДП, член ЦК партії (1919-1926). З 1920 по 9 червня 1923 працював головним редактором газети «Народ».

### Переворот 9 червня і «Звено»
Бере участь у перевороті 1922 року . Після нього він став міністром залізниць, пошти і телеграфу (1923–1924) в уряді Олександра Цанкова з квоти БРСР. З 1924 по 1928 рік був головою Спілки болгарських журналістів. У 1926 році був дискваліфікований з БРСДП і створив нову партію — Соціал-демократичну Федерацію. У 1927 залишив її. У період 1926–1927 рр. був головним редактором газети Соціал-демократичної федерації «Напред».
Політична група «Звено» була створена у квітні 1927 з групи інтелектуалів на чолі з Дімо Казасовим. Соціальна база «Звено» була обмежена, її члени складали до декількох сотень і в основному були інтелектуалами, військовими та політиками (соціал-демократи, радикали, демократи).
Восени 1930 року Казасов, як редактор журналу «Звено», відігравав активну роль у розкритті шпигунської справи, демонструючи нерегламентовану взаємодію між ВМОРО та командуванням армії. Він пише серію з 36 статей, в яких він критикував міністра оборони генерала Нікола Бакарджиєва і командування, звинувачуючи їх у серйозних порушеннях закону і внутрішніх процедур в армії. У відповідь газета ВМОРО «Свобода або смерть» звинуватила «Звено» в отриманні «сербських мільйонів динарів» і написала, що її місце «на дні Іскари».
Під час правління Народного блоку (1931–1934) члени правих партій були об'єднані навколо «Звена», незадоволені діючою владою. До нього приєднується більшість керівництва Військового Союзу. Різноманітний політичний і соціальний склад організації провокував постійну боротьбу в її лавах. У січні 1934 гурт навколо Дімо Казасова залишає «Звено» і переходить до Народного соціального руху проф. Александра Цанкова. Голавою організації був колишній військовий міністр Кімон Георгієв.
З активним залученням армії прихильники «Звена» 19 травня 1934 р. здійснили переворот і захопили владу. Казасов вважав, що він не мав нічого спільного з переворотом, оскільки традиційно прикинувся, що в січні воював з друзями під керівництвом Кімона Георгієва. Це не завадило йому отримати посаду повноважного міністра в Белграді, де Дімо провів майже два роки (1934–1936).
Видавав журнал «Звено» (1 січня 1928 — 20 травня 1934) та газету «Изгрев» (1 січня 1932 — 30 травня 1934). Це було видання політичної групи «Звено».
Голова Комітету з питань захисту та амністії політичних борців (1936-1944).

### Переворот 9 вересня
На початку Другої світової війни Дімо брав активну участь у акції захисту євреїв від фізичного знищення. Почав працювати членом Національного комітету Вітчизняного фронту 1943. Тоді Вітчизняний фронт був поза законом. Зі старим другом Кімоном Георгієвим брав участь у черговій змові та перевороті, який відбувся 9 вересня 1944 року. Також отримав черговий міністерський пост — міністра пропаганди (1944–1946). У 1946–1947 роках був міністром мистецтв та інформації в уряді Георгія Димитрова.

### Після 9 вересня 1944
Після 9 вересня 1944 співпрацює з виданнями «Отечествен фронт», «Литературен фронт», «Народна култура», «Кооперативно село».
Перебував три роки за межами політичної сцени, після чого був призначений на посаду головного директора видавничої, поліграфічної справи та торгівлі друкованими творами (1950–1953) посаду, яка вимагала від нього не так професійних навичок і знань, скільки запровадження цензури та складання відомого Списку забороненої та шкідливої літератури за наказом № 32 від 2 жовтня 1952. У 1953 відійшов від громадського життя і опублікував кілька книг-мемуарів.
Помер 28 липня 1980 в Софії.

## Громадська діяльність
Протягом багатьох років Дімо був головою Товариства столичних журналістів (1924–1928), Будинку мистецтв і друкарства, Болгарського аероклубу, Софійського Червоного Хреста, Польсько-болгарського комітету згуртування через пресу, Союзу болгарсько-югославських товариств (1932–1941).
Учасник трьох державних переворотів (9 червня 1923 р., 19 травня 1934 р., 9 вересня 1944 р.).
За заслуги по рятуванню болгарських євреїв Казасов був визнаний державою Ізраїль і Яд Вашем як один з праведників серед народів, поряд з 19-ма іншими болгарами.

## Журналістська кар'єра
- Газета «Съзнание» — друкований орган Спілки болгарських вчителів. Газета виходила один раз на тиждень в Софії з 14 серпня 1898 по 25 липня 1934, з перервою в 1917. Дімо Казасов був її редактором (1914–1920)
- Журнал «Бъдеще» — синдикатний журнал, створений ним у 1913.
- Газета «Трибуна» почала видаватися в червні 1919. Дімо Казасов став головним її редактором.

| « | Газета „Трибуна“ почала з'являтися в червні 1919. Як відомо, цього року стався транспортний страйк. Як соціал-демократ, і як професіонал, я не міг залишитися осторонь страйку і залишитися в „Трибуні“. Крум Капрашиков по праву боявся, що він може бути підданий певним репресіям з боку правлячої партії, так як він був головним акціонером в „Трибуні“. Тому вона мала короткий період існування — з червня 1919 до кінця вересня того ж року. | » |

- Газета «Народ» — головний редактор з 1920 по 9 червня 1923. Газета була друкованим органом БРСДП
- Газета «Напред» — орган Соціал-демократичної Федерації. Казасов був головним редактором (1926–1928)
- Журнал «Звено» — (1 січня 1928 — 20 травня 1934). Орган політичної групи «Звено»
- Газета «Защита»
- Газета «Общинска автономия»
- Газета «Изгрев» (1 січня 1932 — 30 травня 1934) Щоденна газета політичної групи «Звено». Казасов був її редактором.
- Газета «Балкан» — щотижневик, створений і редагований Дімо Казасовим, який проіснував близько півроку в 1936. Газета була розпущена через статтю проти військового міністра генерала Лукова.
- Після 9 вересня 1944 співпрацював з редакціями «Отечествен фронт», «Литературен фронт», «Народна култура», «Кооперативно село».

## Публіцистика
У «Щоденнику одного журналіста», підкресливши велику відповідальність і величезні труднощі журналістської професії, Дімо Казасов робить наступне зізнання:
| « | Якби хтось розгорнув усі спокусливі професії переді мною і дав мені право вибору, я все одно вибрав би журналістську професію, тому що вважаю її найцікавішою і соціально корисною, незважаючи на слабкі місця і помилки, яких я припустився. | » |